# Zaca (yacht)
Le yacht Zaca est une goélette aurique, en bois et équipée d'un moteur auxiliaire. 
Elle a été construite en 1930 sur les plans de Garland Rotch par le chantier Nuñes Brothers de Sausalito, Californie. Après avoir fait partie de l'US Navy de 1942 à 1944, la Zaca a été la propriété de l'acteur Errol Flynn. Elle a servi au tournage du film culte La Dame de Shanghai.
Le mot zaca signifie en chumash « village » ou « chef ». Le Zaca Creek est un affluent (rive droite) de la Santa Ynez River, un cours d'eau intermittent notable de Californie.

## Base de recherche scientifiques
En 1934 et 1937, son propriétaire Templeton Crocker emmène sur la Zaca, le long de la côte pacifique, le biologiste William Beebe, qui résumera les découvertes de ces 2 expéditions scientifiques et jettera les fondements de l'écologie dans ses livres The Zaca Venture et The Book of Bays.

## USSZaca
En 1942 l'US Navy avait besoin d'un petit navire pouvant assurer des missions de patrouille et de sauvetage (éventuellement d'équipages d'avions tombés en mer) dans la zone de San Francisco. Elle acheta la Zaca à Templeton Crocker, la rebaptisa USS Zaca (nom de code IX-73) et l'affecta à la Western Sea Frontier. 
En octobre 1944 les frégates de l'Escort Squadron 41 prirent sa relève, et la Zaca fut laissée à quai sur Treasure Island, Californie. 
La Zaca fut rayée des listes de l'US Navy en novembre 1944.

## Dream boatd'Errol Flynn

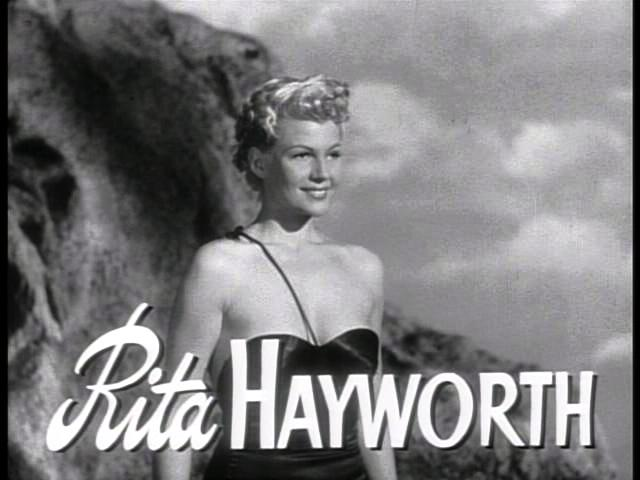
Rita Hayworth dans une scène du film La Dame de Shanghai (elle se baigne sur un îlot proche de la goélette au mouillage). Orson Welles lui avait demandé de couper sa longue chevelure rousse et de se faire teindre en blonde.

L'acteur Errol Flynn acheta la Zaca à la War Shipping Administration en mai 1945. Il la rééquipa complètement et (se souvenant probablement des deux expéditions de 1934 et 1937 avec William Beebe), entreprit avec des amis, des collègues acteurs, son père (qui était biologiste marin), et l'ichtyologiste marin Carl Leavitt Hubbs une expédition scientifique sur les côtes du Mexique. 
À Acapulco, après la dispersion des membres de l'expédition, Flynn loua la Zaca à Orson Welles, qui tournait en 1946 son film La Dame de Shanghai (The Lady from Shanghai, 1947). 
La Zaca apparaît longuement dans le film La Dame de Shanghai. On peut aussi apercevoir (fugitivement) Errol Flynn, en arrière-plan, pendant une scène qui a lieu dans une cantina.

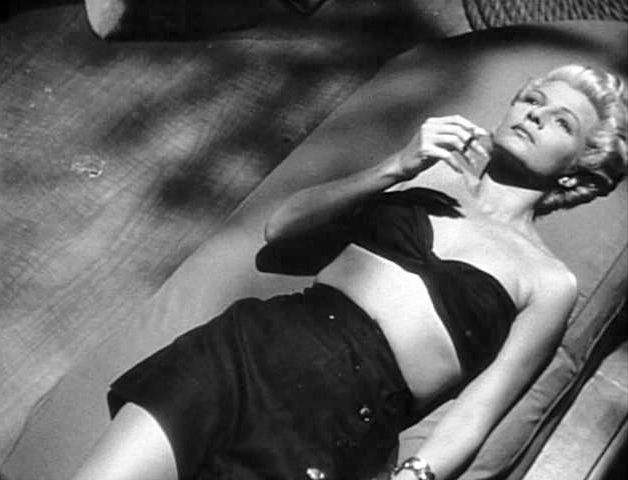
Une des scènes de La Dame de Shanghai : le soir, Rita Hayworth couchée sur un des roofs de Zaca va chanter accompagnée par un solo de guitare

Zaca et Errol Flynn sont ensuite basés à Port Antonio, (île de la Jamaïque).
En 1950 Zaca traverse l'Atlantique, pénètre en Méditerranée et s'amarre pour longtemps au Club Nautico de Palma de Majorque. Errol Flynn et sa 3e épouse Pat Wymore vivent à bord jusqu'à la mort de Flynn. 
En 1952, Errol Flynn tourne lui-même, en technicolor, un moyen-métrage : Cruise of the Zaca . Il y joue son propre rôle (et dit le commentaire), entouré par deux amis : Nora Eddington (qui fut sa 2deépouse) et Howard Hill, qui fut sa doublure dans Les Aventures de Robin des Bois.
En octobre 1959 Flynn s'envole pour Vancouver (un millionnaire, George Caldough, voulait louer la Zaca), et y meurt, apparemment d'un infarctus.
Le bateau reste durant de longues années dans la Darse de Villefranche-sur-Mer où, laissé à l'abandon, il se dégrade progressivement. En 1990 une restauration est enfin réalisée.
En 2008 la Zaca était basée à Monaco.

## Légendes
La Zaca serait hantée : on aurait aperçu le fantôme d'Errol Flynn faisant les cent pas sur le pont, et on aurait aussi entendu de la musique, des voix animés et éclats de rire comme si une folle party avait lieu à bord.

## Homonymie
Le 1er USS Zaca fut un cargo de 122 m de long qui, lancé en 1918, chargea du blé en Californie, alla le livrer à Dantzig (dans le cadre d'un programme d'aide à l'Europe d'après-guerre), et revint aux États-Unis. Decomissionned en 1919, il fut revendu. Un incendie le détruisit en 1920.